# Вазописець Ніоби

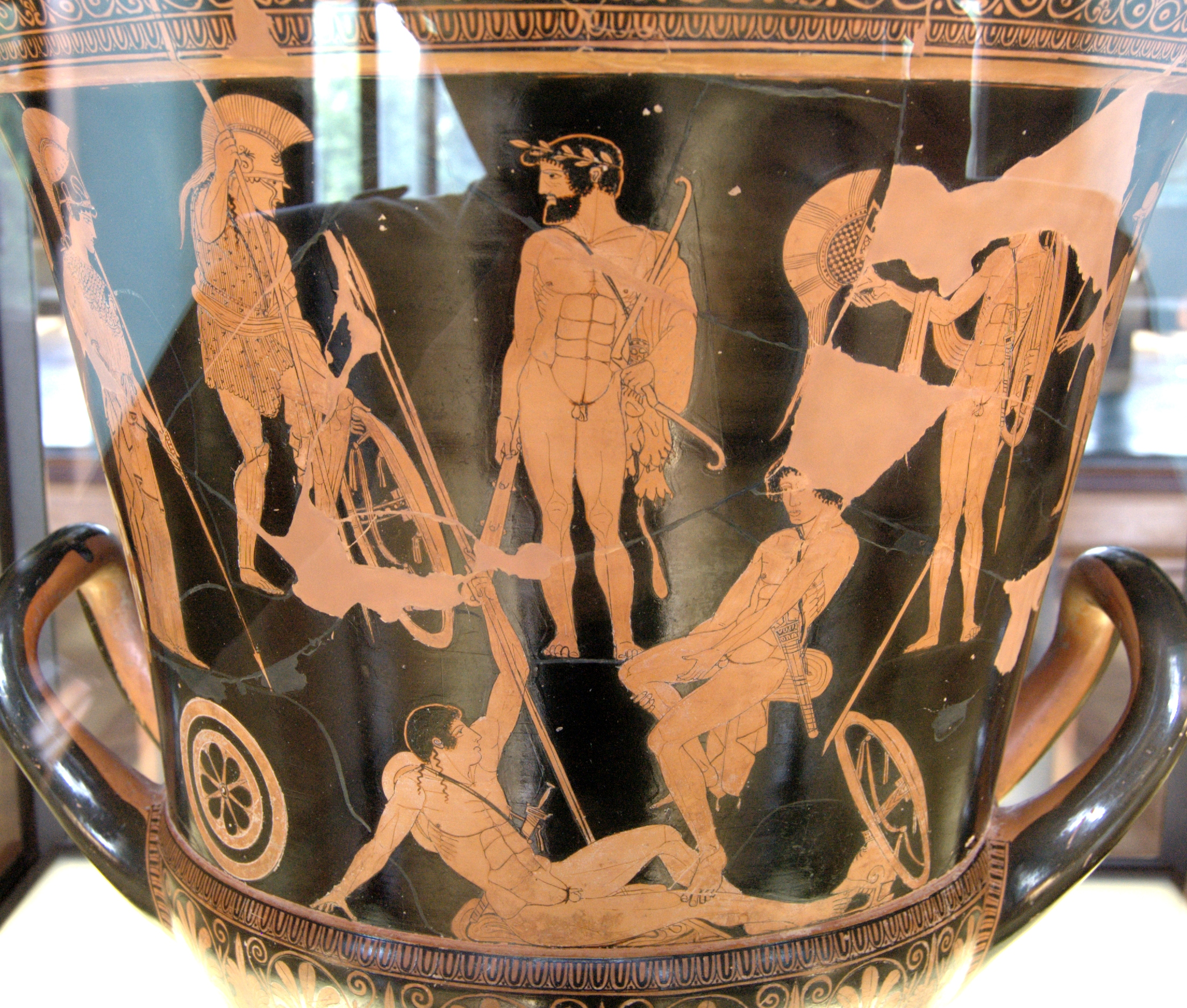
Геракл та збори Аргонавтів, сторона В іменної вази Вазописця Ніоби

Вазописець Ніоби — анонімний давньогрецький вазописець, працював в Афінах у техніці червонофігурного вазопису.
Його іменна ваза — кратер, що експонується нині у Луврі, Париж. З одного його боку зображений бог Аполлон та його сестра Артеміда, що вбивають дітей Ніоби. Існують різні версії стосовно того, чиї фігури зображені на стороні Б. Тим не менше, прийнято вважати, що це або Аргонавти, або Семеро проти Фів, хоча у жодній з версій немає певності.
Дослідники вважають, що на техніку Вазописця Ніоби знайчний вплив мали роботи вазописця Полігнота з острова Тасоса, а також фрески Мікона Афінського, якими були прикрашені стіни Стоа Пікіле.